# ديفيد ويليام (لاعب كرة قاعدة)
ديفيد ويليام (بالإنجليزية: David Hale)‏ هو لاعب كرة قاعدة أمريكي، ولد في 27 سبتمبر 1987 في ماريتا في الولايات المتحدة.

## وصلات خارجية
- ديفيد ويليام على موقع دوري كرة القاعدة الرئيسي (الإنجليزية)
- ديفيد ويليام على موقعبيزبول رفرنس.كوم (الدوري الرئيسي) (الإنجليزية)
- ديفيد ويليام على موقعبيزبول رفرنس.كوم (الدوري الثانوي) (الإنجليزية)
- ديفيد ويليام على موقع إي إس بي إن.كوم (أم.أل.بي) (الإنجليزية)
- ديفيد ويليام على موقع مشجعي الرسوم البيانية (الإنجليزية)